# La crucifixión rosa
La crucifixión rosa, del escritor estadounidense Henry Miller, es un tríptico: incluye las novelas Sexus, Plexus y Nexus, que documentan el período de la vida del autor desde su primer divorcio hasta poco antes de su partida a Francia.

## Sexus
Sexus (1949) trata sobre los detalles del divorcio con su primera esposa, hasta su matrimonio a edad temprana con su segunda esposa, June Miller. Tiene lugar en Nueva York, donde Miller nació y se crio y además de retratos de sus muchos amigos, amantes y conocidos, e incluye muchas reminiscencias. Además, proporciona una vista de la ambición de Miller y de su lucha por convertirse en escritor, una lucha que sus amigos apenas entendían.
Miller utiliza escenas de sexo escandalosas para establecer el escenario en las discusiones filosóficas sobre el yo, el amor, el matrimonio y la felicidad.

## Plexus
Plexus (1953), segundo libro de Henry Miller, es un relato de sus primeros años de vida con su segunda esposa, Mona (June Miller), conocida como «la crucifixión rosa». Plexus describe las luchas de Miller para encontrarse a sí mismo como escritor; explora las diferentes relaciones de Miller con muchos de sus amigos, muchos detalles de pasiones intelectuales de Miller, en medio del marco de su relación con Mona. 

## Nexus
Nexus (1959) es el tercer libro y último de la trilogía La crucifixión rosada. El libro aborda los problemas de Henry Miller con su segunda esposa y con su amante, Anastasia, y el período anterior a su partida a París (Francia).